# Exacum anamallayanum
Exacum anamallayanum là một loài thực vật có hoa trong họ Long đởm. Loài này được Bedd. mô tả khoa học đầu tiên năm 1870.